# أليوت جايلز
أليوت جايلز (بالإنجليزية: Elliot Giles) هو عداء المسافات المتوسطة بريطاني، ولد في 26 مايو 1994 في برمنغهام في المملكة المتحدة.

## وصلات خارجية
- أليوت جايلز على موقع الاتحاد الدولي لألعاب القوى (الإنجليزية)
- أليوت جايلز على موقع الاتحاد الأوروبي لألعاب القوى (الإنجليزية)
- أليوت جايلز على موقع الاتحاد البريطاني لألعاب القوى (الإنجليزية)
- أليوت جايلز على موقع ThePowerOf10.info (الإنجليزية)
- أليوت جايلز على موقع الدوري الماسي (الإنجليزية)
- أليوت جايلز على موقع اللجنة الأولمبية الدولية (الإنجليزية)
- أليوت جايلز على موقع أوليمبيديا (الإنجليزية)
- أليوت جايلز على موقع اللجنة الأولمبية البريطانية (الإنجليزية)